# 戈亚斯州圣埃伦娜
戈亚斯州圣埃伦娜（葡萄牙語：Santa Helena de Goiás）是巴西戈亚斯州的一个市镇。总面积1127.855平方公里，总人口35027人，人口密度31.1人/平方公里。